# Свети Илия (Селце, Дебърско)
Вижте пояснителната страница за други значения на Свети Илия.
„Свети Илия“ (на македонска литературна норма: „Свети Илија“) е възрожденска църква в дебърското мияшко село Селце, Северна Македония. Църквата е част от Дебърско-Реканското архиерейско наместничество на Дебърско-Кичевската епархия на Македонската православна църква – Охридска архиепископия.
В църквата работят Дичо Зограф и синът му Аврам Дичов. Дичо е автор на иконостаса със сцени от Стария Завет, датиран 2 май 1864 г., и стенописите. Според Асен Василиев стенописите са дело на Илия Ненчов и синовете му Наум Илиев и Ненчо Илиев.
- Стенописът на Свети Илия над входа
- Детайл от Страшния съд, Аврам Дичов 1864 г.